# Nelumbonaceae
Famille
Classification APG III (2009)
Les Nelumbonaceae sont une famille qui regroupe deux espèces appartenant au genre Nelumbo. Il s'agit des lotus avec en particulier le lotus indien ou lotus sacré.

## Étymologie
Le nom vient du genre Nelumbo qui dérive du nom vernaculaire singhalais Nelumbi désignant le "water-bean" (haricot d'eau), Nelumbo nucifera, encore appelé "fève d'Egypte".

## Classification
Suivant la classification phylogénétique cette famille fait partie de l'ordre des Proteales, à la base des dicotylédones vraies.

## Liste des genres
Selon Angiosperm Phylogeny Website (23 avr. 2010), NCBI (23 avr. 2010), DELTA Angio (23 avr. 2010) et ITIS (23 avr. 2010) :
- genre Nelumbo Adans.

## Liste des espèces
Selon NCBI (23 avr. 2010) :
- genre Nelumbo
  - Nelumbo lutea
  - Nelumbo nucifera